# フェジョアーダ
フェジョアーダ（ポルトガル語: feijoada, ヨーロッパ・ポルトガル語発音: [fɐjʒuˈaðɐ], ブラジルポルトガル語発音: [fejʒuˈadɐ] フェイジョアーダやフェジョアダとも表記される）は、豆と豚肉、牛肉を煮込んだ料理。
ポルトガル、ブラジル、アンゴラ、サントメ・プリンシペ、東ティモールなどポルトガルおよびその旧植民地で食べられているが、各国で独自の発展をとげてきたため、使われる素材は国によって異なる。多くのフェジョアーダは調理時間が長く材料の種類が多いことが特徴であり、名称は「フェイジャオン（豆）を使った料理」という意味であるが、フェジョアーダよりも少ない材料で作られる豆料理は、フェジョアーダとは呼ばれず単にフェイジャオンと呼ばれる。

## ブラジルのフェジョアーダ

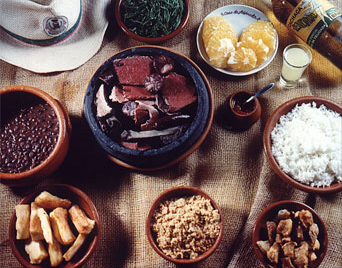
フェジョアーダとブラジル料理の一般的なおかず

世界で最も有名なフェジョアーダである。代表的なブラジル料理のひとつで、ブラジルの国民食と呼ばれる。「完全なフェジョアーダ」という意味のフェジョアーダ・コンプレタ（feijoada completa）とも称される。ブラジルでフェイジャオンといえば通常はブラジル人の日常食であるフェイジャオン・カリオカ（Feijão Carioca）などの煮込み料理を指し、フェジョアーダとは区別される。
フェイジャオン・プレト（Feijão Preto）と呼ばれる黒いフェイジャオン（隠元豆）と豚の脂身、豚や牛の干し肉または燻製肉、リングイッサ（Linguiça）という生ソーセージ、豚の耳や鼻、足、尾、皮などを、ニンニクと岩塩の塩味でじっくり煮込んだ料理。素焼きの壺に入れ、皿に盛ったバターライスや籠に入れたパン、繊切りにして炒めたコウヴェ（couve、ケール）、ファロファと呼ばれるバターやベーコンで炒めたマンジョッカ芋（キャッサバ）やその粉、オレンジのスライス、バチーダと呼ばれるカクテルとともに食される
一般的には、アフリカから連れてこられた奴隷たちがブラジルで考案した料理と言われ、農場主らのために豚の上質な肉を取った残りの部分（主に内臓、そして耳や鼻、足、しっぽなど）や豆などを加えたとされる。当時は祝いの席で食された。現在は塩気のある豚の燻製肉、牛肉の切り身などが使われる。暑熱のなかで強制労働に就く奴隷の塩分を補う食事でもあったため、現在も一般に塩辛い。フェジョアーダは脂っこい料理で、ブラジルでは日常的にはフェイジャオンが食されるが、フェジョアーダはレストランなどで水曜日や土曜日のランチとして提供され、家庭では週末に食されることが一般的となっている。
ただし、奴隷の考案したという説には異論もある。支配者層がヨーロッパより豆を使った煮込料理を持ち込み、南米で調達しやすい材料で代用したものが、家事奴隷などによって庶民に広がったものだという説である。その理由として、フランスのカスレ、スペインのファバダ・アストゥリアナやトルコのエトリ・クル・ファスリィェなど中世より広く地中海世界では食肉と豆（ヒヨコマメやエンドウマメ）とを煮込んだ料理が広く存在したこと、南米の農場では支配層数家族に対し数百名の奴隷を使用していたため、端物とはいえ食肉が行き渡ることが困難なこと、農場奴隷の常食であったトウモロコシやキャッサバに較べてインゲン豆はかなり高価であったことが挙げられる。
ブラジルのフェジョアーダは海外でも有名で、国を代表する料理のひとつである。庶民的な料理として知られているが、あらゆる階層の人たちが好んで食べ、広いブラジルでは地域によって独特の具材、味付けやサイドディッシュなどがある。

## ポルトガルのフェジョアーダ

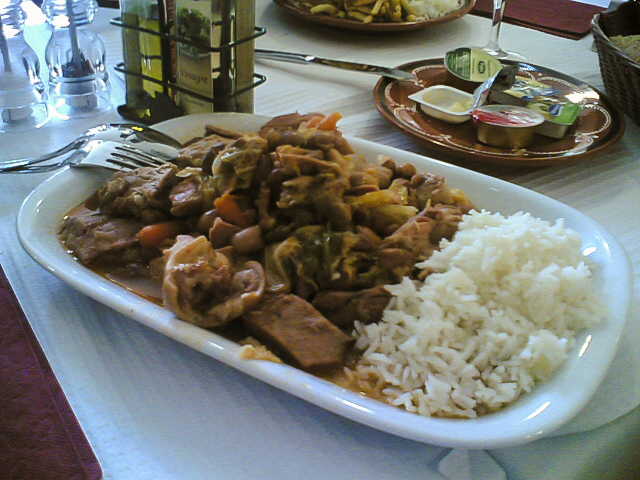
ポルトガルのトラス・オス・モンテス風フェジョアーダ

燻製肉やリングイサ、豚の耳や豚足、牛の干し肉が入るのはブラジルのフェジョアーダと同じである。ポルトガルのフェジョアーダにはトマトやジャガイモ、ニンジン、タマネギが入る。ポルトガル北東部ではキャベツも用いられる。調味にはローリエ、パセリ、パプリカやワインを用いることもある。豆は地域によって赤または白インゲン豆やライマメを用いる。

## 東ティモールのフェジョアーダ
肉は牛肉、豆は赤いんげん豆を用い、トマトとジャガイモ、タマネギ、赤ワケギを入れる。